# Operatore portuale
Un operatore portuale (in lingua inglese 'port operator') è una società od una autorità portuale pubblica che viene autorizzata, da un ente preposto alla gestione di un porto, alla movimentazione di merci all'interno di un determinato porto ad un prefissato livello minimo di produttività. Può essere di proprietà dello Stato od a iniziativa privata.

## Caratteristiche e attività
Nella maggior parte dei casi, la partecipazione del settore privato nelle operazioni portuali comprende attività industriali e commerciali, le più importanti dei quali sono la gestione e lo stoccaggio delle merci movimentate nel porto. Queste attività portuali prevedono pratiche commerciali molto comuni a tutte le società, ma sono altamente specifiche nel settore portuale.
La sua attività prevede la gestione nella movimentazione di merce containerizzata fra navi portacontainer, camion e treni al fine di ottimizzare il passaggio delle merci attraverso la Dogana ed al fine di minimizzare il tempo di attesa delle navi all'interno del porto. Mantenere l'efficienza dei porti comporta la gestione e l'aggiornamento delle gru di banchina, degli ormeggi, dei corsi d'acqua, delle strade, degli impianti di stoccaggio, delle apparecchiature per le comunicazioni, i sistemi informatici e dei contratti sindacali dei lavoratori portuali.

## I maggiori operatori portuali nel mondo
Di seguito la lista dei maggiori operatori portuali nel mondo in base alle merci totali movimentate.
- Hutchison Port Holdings (Hong Kong, Cina)
- PSA International (Singapore)
- DP World[3] (Dubai, Emirati Arabi Uniti)
- APM Terminals (L'Aia, Paesi Bassi)
- COSCO (Pechino, Cina)
- EUROGATE (Brema, Germania)